# Nonanol
Nonanol é o álcool primário saturado de cadeia linear com nove carbonos.